# Wolfgang Larrazábal
Wolfgang Larrazábal (Carúpano, 5 marzo 1911 – Caracas, 27 febbraio 2003) è stato un politico, ammiraglio e diplomatico venezuelano.
È stato presidente del Venezuela dal 23 gennaio al 14 novembre 1958.

## La carriera militare
Da giovane frequentò il Colegio Libertado di Maracaibo. Descritto dal Time come “il rampollo ben educato di un'antica famiglia [di tradizione] navale”, nel 1928 Larrazábal si iscrisse all'Accademia Militare della Marina Bolivariana. Entrato ufficialmente nella Marina Bolivariana del Venezuela nel 1932, tra il 1938 e il 1939 Larrazábal si unì alla fregata ARA Presidente Sarmiento in un viaggio di circumnavigazione del mondo. Successivamente completò un corso di comando navale presso il Naval War College di Newport (Rhode Island).
Nel 1945 venne nominato vicedirettore dell'Accademia Militare della Marina Bolivariana. Dal 1949 al 1952 prestò servizio come addetto navale presso l'Ambasciata del Venezuela a Washington. Nel 1952 venne nominato presidente dell'Istituto Nazionale dello Sport, mentre tre anni dopo divenne direttore del Circolo Militare di Caracas. Nel luglio del 1955 fu tra i giudici del concorso di Miss Mondo, che quell'anno si concluse con la vittoria della sua connazionale Susana Duijm.
Nel luglio 1957 Larrazábal fu promosso a contrammiraglio e nominato capo di stato maggiore della Marina bolivariana del Venezuela. Nel gennaio 1958 venne nominato comandante supremo della Marina dal presidente Marcos Pérez Jiménez, diventando così l'ufficiale militare più alto in grado del Venezuela. In questo periodo, Larrazábal era conosciuto come “un uomo tranquillo, un conformista più che cospiratore”.

## Il colpo di Stato e la presidenza
Dopo lo scoppio di disordini popolari e la proclamazione di uno sciopero generale, il 22 gennaio 1958 Larrazábal, a nome dei Capi di Stato maggiore venezuelani, scrisse al presidente Pérez chiedendogli di rassegnare le proprie dimissioni. Dopo la fuga di Pérez, il 23 gennaio 1958 Larrazábal divenne presidente del Venezuela a capo di un governo militare, la Junta Militar de Gobierno, composta da lui stesso e dai colonnelli Roberto Cassanova, Pedro Quevedo, Carlo Araque e Romero Villate. Il 26 gennaio, in risposta alle pressioni dell'opinione pubblica, ampliò la giunta a sette membri, aggiungendo l'industriale Eugenic Mendoza e l'accademico Bias Lamberti.
Dopo aver preso il potere, Larrazábal promise di tenere libere elezioni il prima possibile e garantì libertà politiche e investimenti stranieri; in breve tempo, divenne "molto popolare tra i venezuelani medi per il suo carisma popolare, le sue idee politiche populiste e i generosi benefici sociali offerti dal suo governo". Il gabinetto di Larrazábal aumentò la tassa sui profitti petroliferi dal 50% (aliquota fissata nel 1946) al 60%, facendo arrabbiare i magnati dell'industria petrolifera. Gli Stati Uniti inizialmente considerarono il governo di Larrazábal come "moderatamente conservatore e con forti tendenze filoamericane", per cui lo sostennero.
Il 13 maggio 1958, mentre si trovava in visita ufficiale a Caracas, il vicepresidente statunitense Richard Nixon venne attaccato dalla folla, inferocita dalle decisioni americane di concedere l'asilo politico all'ex presidente Perez e di spostare alcuni reparti delle proprie forze armate nella regione. Larrazábal, se da un lato promise che la pattuglia di Nixon sarebbe stata "pienamente protetta", dall'altro si rifiutò di condannare l'assalto al vicepresidente, sostenendo che se fosse stato uno studente si sarebbe unito alla protesta.
Secondo il Times, nel giugno del 1958 Larrazábal era ormai diventato "gentile con i comunisti", venne anche riportata una sua presunta frase: "Forse sono ingenuo. Ma sento che il nostro comunismo è un comunismo diverso. A causa della sua ricca eredità patriottica, nessun venezuelano accetterebbe ordini dall'estero" (ossia dall'Unione Sovietica). Durante la rivoluzione cubana, Larrazábal sostenne Fidel Castro facilitando la fornitura di armi alle forze castriste nella Sierra Maestra e fornendo un rifugio al governo cubano in esilio.
Il 5 luglio 1958 il generale dell'esercito Jesús María Castro León venne scelto come nuovo Ministro della Difesa: al momento della nomina, egli presentò a Larrazábal una nota di lamentele contro la giunta, che venne interpretata come un ultimatum. Il 23 luglio fu scoperto un complotto per rapire Larrazábal, che però riuscì a sventarlo. Il 24 luglio, vistosi ormai scoperto e con le spalle al muro, Castro León si dimise e andò in esilio a Curaçao. Nel settembre 1958 Larrazábal sopravvisse a un secondo tentativo di colpo di Stato.
Nel settembre 1958, Larrazábal incontrò i residenti di 23 de Enero (un quartiere di Caracas) che chiedevano una riduzione degli affitti e accolse le loro richieste; successivamente, infatti, il Banco Obrero ridusse gli affitti e ampliò il suo programma di mutui. Nell'ottobre 1958, il governo di Larrazábal approvò la costruzione di El Helicoide (un edificio pubblico inizialmente pensato come centro commerciale, ma che poi divenne un istituto penitenziario) dopo che i suoi promotori accettarono di assumere un gran numero di disoccupati per il progetto.
In ottobre Larrazábal fu tra i firmatari del Patto Puntofijo, un accordo con il quale tutti i principali partiti politici venezuelani si impegnavano a rispettare l'esito delle elezioni generali del 7 dicembre 1958. Larrazábal si dimise dalla carica di Presidente il 14 novembre 1958 per partecipare alle elezioni presidenziali, venendo succeduto da Edgar Sanabria come presidente ad interim. Alle consultazioni, egli fu formalmente sostenuto dall'Unione Democratica Repubblicana e dal Partito Comunista del Venezuela; a livello internazionale, venne segretamente appoggiato dall'URSS.
In quella fase, gli Stati Uniti non vollero che Larrazábal fosse eletto e sostennero tacitamente i suoi rivali, ossia l'ex presidente Rómulo Betancourt del Partito d'Azione Democratica e Rafael Caldera del COPEI. Alla fine Larrazábal ottenne il 34,61% dei voti e perse contro Betancourt, che ricevette il 49,18% delle preferenze; Larrazábal sconfisse nettamente Betancourt - con un margine di cinque a uno - a Caracas, ma ottenne risultati ben più magri nelle zone rurali. Dopo le elezioni, Larrazábal accettò “sportivamente la sconfitta” e, dopo lo scoppio di violente proteste, lanciò appelli al rispetto dei risultati elettorali in discorsi trasmessi alla televisione e alla radio.

## Ultimi anni
Nel gennaio 1959, Larrazábal incontrò Fidel Castro, invitato in Venezuela dal comitato studentesco dell'Università Centrale del Venezuela per celebrare l'anniversario della destituzione di Pérez; durante la sua visita, il "Líder Maximo" espresse gratitudine a Larrazábal per il suo sostegno alla Rivoluzione cubana. Qualche mese dopo, Larrazábal venne nominato ambasciatore del Venezuela in Cile, incarico che venne descritto dal Time come un "semi-esilio".
Nel 1962, durante una rivolta militare contro il governo Betancourt nota come el Carupanazo, Larrazábal scrisse al Presidente assicurandogli che la Marina venezuelana non si sarebbe mai ribellata a un governo democraticamente eletto. Il suo mandato di ambasciatore si concluse nel 1963. Una volta rientrato in patria, formò un nuovo partito - il Fronte Democratico Popolare - con cui si candidò alle elezioni generali venezuelane del 1963, in cui però ottenne solo il 9.43% dei voti. Il vincitore di quelle consultazioni, Raúl Leoni di Azione Democratica, gli propose di entrare nel suo governo, ma Larrazábal rifiutò.
Dal 1964 al 1969 svolse l'incarico di senatore. Nel 1969, il presidente Rafael Caldera lo nominò ambasciatore del Venezuela in Canada, carica che mantenne fino al 1973. Alle elezioni presidenziali di quell'anno, Larrazábal sostenne la campagna presidenziale di Lorenzo Fernández, che però ottenne il 36.70% dei voti e venne sconfitto da Carlos Andrés Pérez. Ricoprì un secondo mandato come senatore dal 1974 al 1979. Larrazábal morì per insufficienza respiratoria il 27 febbraio 2003, all'età di 91 anni, nella sua casa di Caracas.